# Cobian Backup
Cobian Backup ist ein Datensicherungsprogramm, dessen Entwicklung zugunsten von Cobian Reflector eingestellt wurde. Die Software ist unter Microsoft Windows (Windows XP, 2003, Vista, 2008, Windows 7, 8, 10) lauffähig, in 32- und 64-Bit-Version. Die Software wurde mehrfach ausgezeichnet.
Cobian Backup wurde erstmals 2000 veröffentlicht. Die Software wurde später überarbeitet und als Version 7 herausgegeben, die Version 8 kam 2006. Der Quellcode der Version 8 wurde im Januar 2007 unter der Mozilla Public License veröffentlicht. Ab Version 9 ist der Quellcode nicht mehr zugänglich, die Software wird wieder als Freeware vertrieben. Die letzte Version ist Version 11.2 (Gravity).
Die Entwicklung von Cobian Backup als auch das Supportforum wurden eingestellt. Programmiert wurden Cobian Backup von dem in Kuba geborenen Schweden Luis Cobian.
Im Jahr 2021 veröffentlichte Luis Cobian die neue Software Cobian Reflector als Nachfolgeprodukt. Sie ist vollständig neu entwickelt und basiert auf Microsofts .NET-Plattform.

## Eigenschaften
- Installationsvarianten: als Applikation, als Service
- Backup-Auswahlebene: Laufwerk, Verzeichnis, Datei(en)
- Backup-Medien: interne/externe Festplatte, USB-Geräte, CD-/DVD-Brenner
- Backup-Typen: Gesamt-Backup, differenzielles Backup, inkrementelles Backup
- Übertragungsprotokolle: SMB, FTP
- Komprimierung (optional): ZIP, 7zip
- Verschlüsselung (optional): RSA, blowfish, AES Rijndael, DES